# Salaam Cinema
حفظ السينما (Salaam Cinema) é um documentário persa de 1995, dirigido e produzido por Mohsen Makhmalbaf.

## Sinopse
O diretor Mohsen Makhmalbaf coloca um anúncio no jornal a quem quisesse trabalhar no novo filme dele, em 1995, no centenário do cinema.
Foram mais de mil pessoas para participar do elenco, Mohsen, querendo filmar a todos aproveita a ocasião e filma um documentário sobre pessoas que querem ser artistas.
O diretor interroga 100 pessoas sobre o que fariam para entrar no cinema. Faz testes com essas pessoas com frases como: "Você prefere ser bondosa ou uma artista?".
O diretor, Mohsen interroga cidadãos iranianos e estrangeiros sobre a busca pela fama e seus limites.
No final todos as 100 pessoas entram para o cinema, no filme de Mohsen Makhmalbaff.

## Curiosidades
- O filme tenta abordar o que vários cidadãos do Irã pensam sobre o Cinema e ser uma celebridade mundial, tendo culto e adoração por fãs fanáticos no mundo inteiro.
- Foi exibido no Brasil, no Cine Conhecimento.